# المسيحية في بابوا غينيا الجديدة

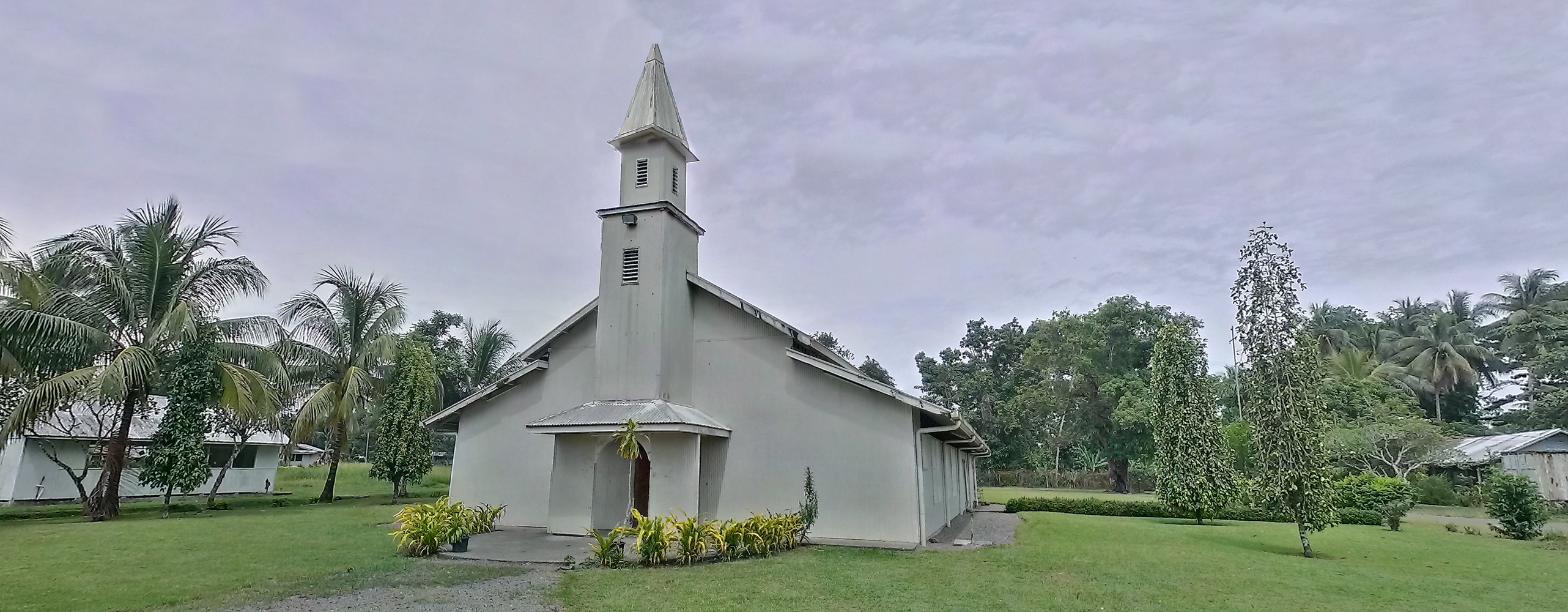
كنيسة سان أندرو في بابوا غينيا الجديدة.

تُشكل المسيحية في بابوا غينيا الجديدة أكثر الديانات إنتشاراً بين السكان، وإن كان للوثنية التقليدية وعبادة الأسلاف حضور ولا تزال موجودة في بعض الأماكن. تحافظ كل من المحاكم والحكومة من الناحية النظرية على الحق الدستوري في حرية التعبير والفكر والمعتقد. الغالبية العظمى من سكان بابوا غينيا الجديدة يعرفون أنفسهم على أنهم مسيحيون، ولكن العديد من يمزجون الشعائر المسيحية مع العقائد الروحية لثقافاتهم التقليدية. وتدعم المحاكم والممارسات الحكومية الحق الدستوري في حرية التعبير والفكر والمعتقد، ولم يعتمد أي تشريع لكبح تلك الحقوق. وجد تعداد عام 2011 أنَّ 95.6% من المواطنين قالوا أنهم أعضاء في كنيسة مسيحية، وحوالي 1.4% كانوا من أتباع ديانات أخرى، ولم يجب حوالي 3.1% على سؤال التعداد هذا. ويجمع العديد من المواطنين بين إيمانهم المسيحي وبعض الممارسات الدينية الأصلية التقليدية.

## تاريخ

### الحقبة الاستعمارية

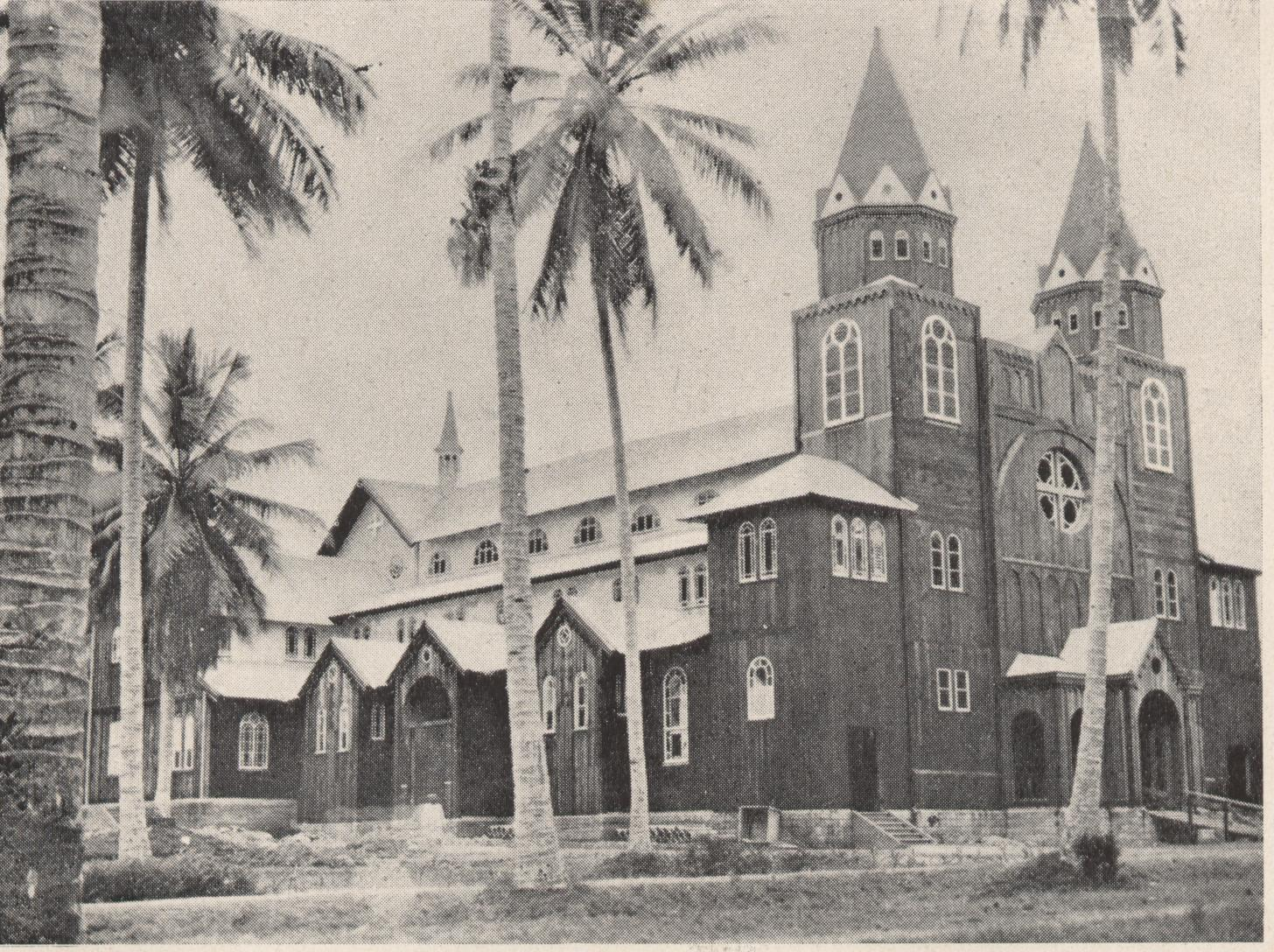
صورة لكاتدرائية القديس ميخائيل.

بين عام 1884 إلى عام 1914 كانت غينيا الجديدة مستعمرة من قبل الإمبراطورية الألمانية الاستعمارية، تحت اسم غينيا الجديدة الألمانية. وبحلول منتصف عقد 1880، ابتكرت السلطات الكنسية الألمانية برنامجًا محددًا للعمل التبشيري في غينيا الجديدة، وعهدت به إلى بعثة رينيش، تحت إشراف فريدريش فابري (1824-1891)، وهو من اللوثريين. واجه المبشرون صعوبات غير عادية، بما في ذلك المرض المتكرر بسبب المناخ غير الصحيّ والتوترات النفسية والعنيفة في بعض الأحيان والمعارك بين الإدارة الإستعمارية والسكان الأصليين. رفض المواطنون الأعراف الأوروبية وقواعد السلوك الاجتماعي، صاحبه اعتناق عدد قليل من السكان إلى المسيحية. في عام 1921، تم تسليم أراضي ولاية رينيش إلى الكنيسة الإنجيلية اللوثرية المتحدة في أستراليا.
كان للمبشرين الذين ترعاهم الكنيسة الرومانية الكاثوليكية في ألمانيا موارد وتأثير أفضل، وأثبتوا أنهم أكثر نجاحًا. لقد ركزوا أكثر على التقاليد وأقل على التحديث، وكانوا أكثر انسجاماً مع وجهات النظر والتقاليد للسكان الأصليين. وغالبًا ما تم اعتماد الأخلاق والانضباط الأوروبية، وكذلك مفاهيم الكرامة والهيبة. وكان التعليم في البلاد تحت سيطرة المبشرين المسيحيين.

### الاستقلال
على المستوى الوطني، بعد أن حكمتها ثلاث قوى خارجية منذ عام 1884، أعلنت بابوا غينيا الجديدة سيادتها في عام 1975. وجاء ذلك بعد ما يقرب من 60 عامًا من الإدارة الأسترالية، والتي بدأت خلال الحرب العالمية الأولى. وأصبحت جزء من عالم كومنولث المُستقل في عام 1975 مع تنصيب إليزابيث الثانية ملكة للملكة المتحدة. ينص دستور بابوا غينيا الجديدة على حرية الدين والممارسات الدينيّّة، بشرط ألا ينتهك حقوق الآخرين أو المصلحة العامة. لا يوجد دين للدولة، رغم أن ديباجة الدستور تذكر «المبادئ المسيحية» التي تأسست عليها الدولة. تفتح وتعلق جميع جلسات البرلمان ومعظم وظائف الحكومة الرسمية مع الصلاة المسيحية. منذ عام 2016 تابعت الحكومة برامج لزيادة الشراكة بين الكنائس والدولة، بما في ذلك الإعانات المقدمة للكنائس وإنشاء مجالس الكنيسة للمساعدة في الحكم المحلي.
ينص القانون أنَّ على الجماعات الدينية تسجيل بالحكومة من أجل حيازة الممتلكات والحصول على وضع الإعفاء من الضرائب. يُسمح للمبشرين الأجانب بالدخول إلى البلاد بتأشيرات عمل خاصة مع رسوم أقل من أشكال التأشيرات الأخرى. وتدير الكنائس ما يقرب من نصف المؤسسات التعليمية والطبية في البلاد، ويشمل ذلك 500 مدرسة تابعة للكنيسة الإنجيلية اللوثرية في بابوا غينيا الجديدة. ومن أصل أربعة جامعات تعمل في البلاد هناك جامعتين تتبع للمؤسسات الكنسيَّة، منها جامعة الكلمة الإلهية الكاثوليكية وجامعة المحيط الهادئ السبتيَّة. وتتلقى المؤسسات المسيحية إعانات حكومية لتوفير هذه الخدمات. توفر المدارس العامة ساعة واحدة من التعليم الديني غير الإلزامي في الأسبوع؛ وفي الممارسة العملية، عدد قليل من الطلاب لا يحضر هذه الدروس. ناقش المسؤولون الحكوميون خطط لجعل التعليم الديني إلزاميًا، ولكن بحلول نهاية عام 2017، لم يتم تنفيذ هذه الخطط. صرح الزعماء الدينيون أن الجماعات الدينية قادرة عمومًا على ممارسة دينها دون تدخل. ومع ذلك، كانت هناك حوادث متعددة ضد اللاجئين المسلمين وطالبي اللجوء. لم يواجه السكان المُسلمون الآخرون في بابوا غينيا الجديدة مثل هذه الهجمات.

## الطوائف المسيحية

### البروتستانتية

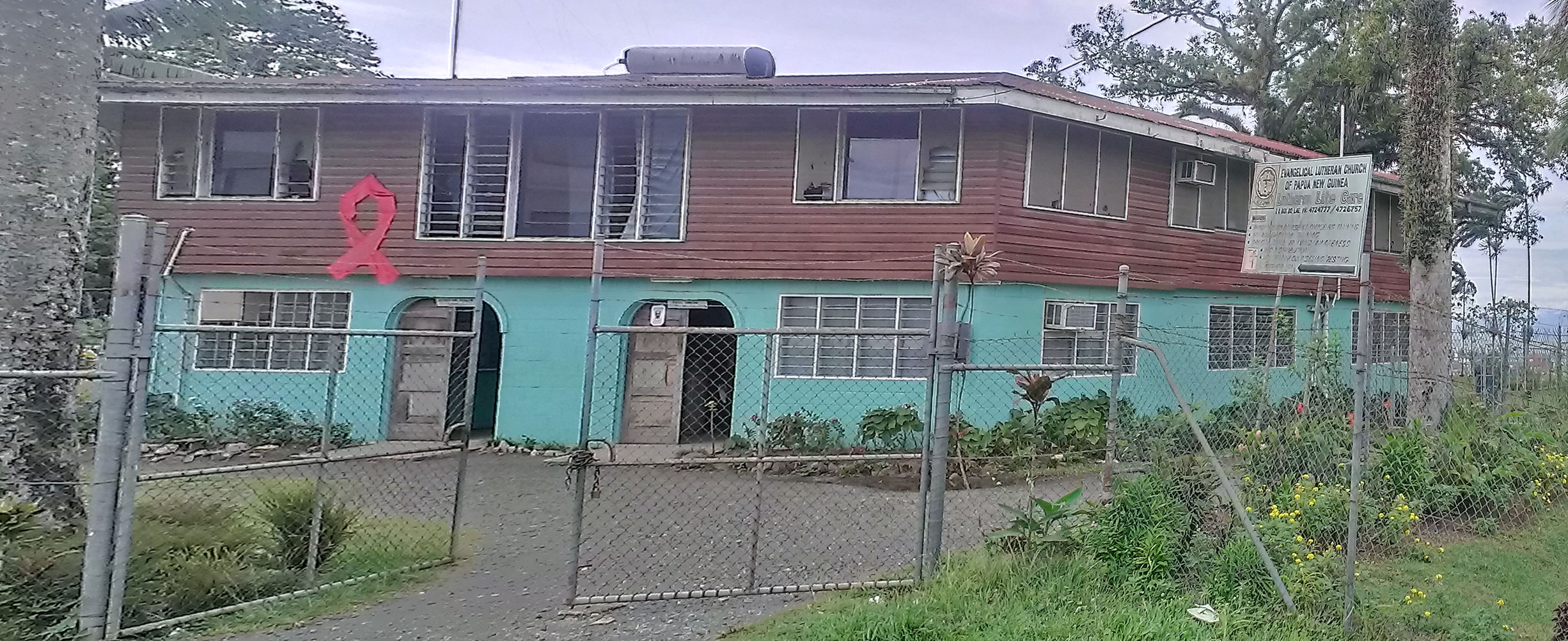
الكنيسة اللوثرية الإنجيلية في بابوا غينيا الجديدة.

وفقًا للتعداد السكاني لعام 2000 حوالي 73% من مسيحيي بابوا غينيا الجديدة هم أعضاء في الكنائس البروتستانتية المختلفة ويتوزعون بشكل أساسي بين الكنائس اللوثرية والمشيخية والأدفنتست. وتعد الكنيسة الإنجيلية اللوثرية في بابوا غينيا الجديدة كبرى المذاهب البروتستانتية، وبحسب تعداد السكان عام 2001 أنتمى 18.4% من السكان للكنيسة. انبثقت الكنيسة الإنجيلية اللوثرية في بابوا غينيا الجديدة من العمل التبشيري لجمعية بعثة نوينديتيلزاو في عام 1886 وجمعية البعثة الرنيش في عام 1887، وهي بعثات ألمانية. خلال الحرب العالمية الثانية غادر جميع المبشرين المنطقة، وأصيبت العديد من مقرات البعثة والكنائس والمدارس والمستشفيات بأضرار. وعلى الرغم من ذلك قام لمسيحيون المحليون بإحياء الكنيسة. بعد الحرب طُلب من الكنائس اللوثرية في أستراليا وأمريكا الشمالية المساعدة في إعادة بناء الكنيسة في بابوا غينيا الجديدة، والعمل معاً في بعثة غينيا اللوثرية الجديدة. في عام 1956 اجتمع المبشرين المغتربين وزعماء الكنيسة الأصليين ونتيجة لذلك تشكلت الكنيسة الأصلية الحالية. في وقت تأسيس الكنيسة كانت تسمى الكنيسة الإنجيلية اللوثرية في غينيا الجديدة، وكان أسقفها مغتربًا من الكنيسة اللوثرية الأمريكية. وتم انتخاب أول أسقف من السكان الأصليين في عام 1973. وفي عام 1975، عشية استقلال البلاد، تم تغيير اسم الكنيسة إلى الكنيسة الإنجيلية اللوثرية في بابوا غينيا الجديدة. وفي عام 1977 تم الإعلان رسمياً عن استقلال الكنيسة.

### الكاثوليكية
الكنيسة الكاثوليكية في بابوا غينيا الجديدة هي جزء من الكنيسة الكاثوليكية العالمية في ظل القيادة الروحية للبابا في روما، وفقاً لتعداد السكان عام 2000 تضم البلاد يقرب من مليوني كاثوليكي، أي ما يقرب من 27% من مجموع سكان البلاد. وتنقسم البلاد إلى تسعة عشر أبرشية بما في ذلك أربعة أسقفيات. في عام 1995 أعلن البابا يوحنا بولس الثاني تطويب بيتر تو روت، وهو معلم ديني وغيني من مواليد غينيا الجديدة لشهادته عندما رفض في عام 1945 لمعارضته لتعدد الزوجات وقُتل من قبل قوات الاحتلال الياباني.